# Caryodaphnopsis bilocellata
Caryodaphnopsis bilocellata là loài thực vật có hoa trong họ Nguyệt quế. Loài này được van der Werff & Dao publ. 2000 miêu tả khoa học đầu tiên năm 1999.